# Čukalovce
Čukalovce (rusiń. Чукалівцї, Czukaliwci; ukr. Чукалівці, Czukaliwci) – wieś (obec) na Słowacji, w kraju preszowskim, w powiecie Snina. Pierwsza wzmianka o wsi pochodzi z 1567 roku.